# Fußball-Club St. Pauli von 1910 2016-2017
Questa pagina raccoglie i dati riguardanti il Fußball-Club St. Pauli von 1910 nelle competizioni ufficiali della stagione 2016-2017.

## Stagione
Nella stagione 2016-2017 il St. Pauli, allenato da Ewald Lienen, concluse il campionato di 2. Bundesliga al 7º posto. In coppa di Germania il St. Pauli fu eliminato al secondo turno dall'Hertha Berlino.

## Organico

### Rosa
| N. |                     | Ruolo | Calciatore            |
| -- | ------------------- | ----- | --------------------- |
| 1  | Germania (bandiera) | P     | Philipp Heerwagen     |
| 3  | Germania (bandiera) | D     | Lasse Sobiech         |
| 4  | Germania (bandiera) | D     | Philipp Ziereis       |
| 5  | Svizzera (bandiera) | D     | Joël Keller           |
| 6  | Germania (bandiera) | C     | Christopher Avevor    |
| 7  | Germania (bandiera) | C     | Bernd Nehrig          |
| 8  | Germania (bandiera) | C     | Jeremy Dudziak        |
| 10 | Germania (bandiera) | C     | Christopher Buchtmann |
| 11 | Germania (bandiera) | A     | Aziz Bouhaddouz       |
| 13 | Giappone (bandiera) | A     | Ryō Miyaichi          |
| 14 | Norvegia (bandiera) | C     | Mats Møller Dæhli     |
| 15 | Germania (bandiera) | D     | Daniel Buballa        |
| 16 | Germania (bandiera) | D     | Marc Hornschuh        |
| 18 | Germania (bandiera) | A     | Lennart Thy           |

| N. |                          | Ruolo | Calciatore           |
| -- | ------------------------ | ----- | -------------------- |
| 20 | Germania (bandiera)      | C     | Richard Neudecker    |
| 22 | Turchia (bandiera)       | C     | Cenk Şahin           |
| 23 | Germania (bandiera)      | C     | Johannes Flum        |
| 24 | Germania (bandiera)      | A     | Nico Empen           |
| 25 | Germania (bandiera)      | C     | Dennis Rosin         |
| 26 | Germania (bandiera)      | D     | Sören Gonther        |
| 27 | Germania (bandiera)      | D     | Jan-Philipp Kalla    |
| 28 | Polonia (bandiera)       | A     | Waldemar Sobota      |
| 30 | Germania (bandiera)      | P     | Robin Himmelmann     |
| 31 | Germania (bandiera)      | C     | Maurice Jerome Litka |
| 33 | Germania (bandiera)      | P     | Svend Brodersen      |
| 35 | Germania (bandiera)      | D     | Brian Koglin         |
| 37 | Corea del Sud (bandiera) | C     | Choi Kyoung-rok      |
| 39 | Corea del Sud (bandiera) | C     | Yi-Young Park        |

## Organigramma societario
Area tecnica
- Allenatore: Ewald Lienen
- Allenatore in seconda: Olaf Janßen, Andrew Meredith, Abder Ramdane
- Preparatore dei portieri: Mathias Hain
- Preparatori atletici: Janosch Emonts, Valentin Lay, Ronald Wollmann

## Risultati

### 2. Bundesliga

#### Girone di andata
| Arbitro: | Brand |

|                       |           |                |
| Maxim 67’ Gentner 87’ | Marcatori | 28’ Bouhaddouz |

| Arbitro: | Dankert |

|  |           |                       |
|  | Marcatori | 40’ Kumbela 67’ Biada |

| Arbitro: | Gräfe |

|             |           |  |
| Lambertz 7’ | Marcatori |  |

| Arbitro: | Kempter |

|                          |           |              |
| Bouhaddouz 38’ Şahin 90’ | Marcatori | 50’ Schuppan |

| Arbitro: | Hartmann |

|                 |           |                |
| Diamantakos 57’ | Marcatori | 32’ Bouhaddouz |

| Arbitro: | Kampka |

|                          |           |                               |
| Buchtmann 16’ Nehrig 76’ | Marcatori | 70’ (rig.) Liendl 77’ Andrade |

| Arbitro: | Osmers |

|                         |           |  |
| Hosiner 12’ Redondo 42’ | Marcatori |  |

| Arbitro: | Brych |

|                       |           |  |
| Karaman 75’ Klaus 90’ | Marcatori |  |

| Arbitro: | Drees |

|                   |           |                          |
| Ducksch 3’ (rig.) | Marcatori | 39’ Köpke 90’ Breitkreuz |

| Arbitro: | Badstübner |

|                                |           |  |
| Höler 26’ Pledl 45’ Wooten 72’ | Marcatori |  |

| Arbitro: | Osmers |

|              |           |                 |
| Buchtmann 6’ | Marcatori | 20’ Burgstaller |

| Arbitro: | Winkmann |

|                      |           |  |
| Hedenstad 84’ (aut.) | Marcatori |  |

| Arbitro: | Siebert |

|  |           |                    |
|  | Marcatori | 36’ (aut.) Buballa |

| Arbitro: | Cortus |

|                             |           |  |
| Schnatterer 20’, 81’ (rig.) | Marcatori |  |

| Amburgo 2 dicembre 2016, ore 18:30 CET 15ª giornata | St. Pauli | 0 – 0 referto | Kaiserslautern | Millerntor-Stadion (29 037 spett.)\| Arbitro: \| Hartmann \| |
| Arbitro:                                            | Hartmann  |               |                |                                                              |

| Arbitro: | Willenborg |

|  |           |                          |
|  | Marcatori | 64’ Bouhaddouz 90’ Şahin |

| Arbitro: | Zwayer |

|                |           |           |
| Bouhaddouz 76’ | Marcatori | 20’ Mlapa |

#### Girone di ritorno
| Arbitro: | Schröder |

|  |           |          |
|  | Marcatori | 84’ Mané |

| Arbitro: | Dietz |

|               |           |                      |
| Abdullahi 90’ | Marcatori | 7’ Sobiech 72’ Şahin |

| Arbitro: | Aytekin |

|                    |           |  |
| Choi 28’ Şahin 59’ | Marcatori |  |

| Arbitro: | Hartmann |

|          |           |               |
| Klos 90’ | Marcatori | 50’ Buchtmann |

| Arbitro: | Perl |

|                                               |           |  |
| Dæhli 12’ Sobota 50’ Bouhaddouz 52’, 58’, 79’ | Marcatori |  |

| Arbitro: | Steinhaus |

|               |           |                                   |
| Agbenyenu 27’ | Marcatori | 36’ (rig.) Sobiech 41’ Bouhaddouz |

| Arbitro: | Stegemann |

|                |           |                         |
| Bouhaddouz 83’ | Marcatori | 19’ Polter 48’ Kreilach |

| Amburgo 18 marzo 2017, ore 13:00 CET 25ª giornata | St. Pauli | 0 – 0 referto | Hannover 96 | Millerntor-Stadion (29 546 spett.)\| Arbitro: \| Zwayer \| |
| Arbitro:                                          | Zwayer    |               |             |                                                            |

| Arbitro: | Schmidt |

|           |           |  |
| Adler 28’ | Marcatori |  |

| Amburgo 4 aprile 2017, ore 17:30 CEST 27ª giornata | St. Pauli  | 0 – 0 referto | Sandhausen | Millerntor-Stadion (29 085 spett.)\| Arbitro: \| Badstübner \| |
| Arbitro:                                           | Badstübner |               |            |                                                                |

| Arbitro: | Schlager |

|  |           |                     |
|  | Marcatori | 51’, 70’ Bouhaddouz |

| Arbitro: | Jablonski |

|               |           |  |
| Buchtmann 87’ | Marcatori |  |

| Arbitro: | Kempkes |

|              |           |                                          |
| Hoffmann 72’ | Marcatori | 78’ Ziereis 83’ Buchtmann 90’ Bouhaddouz |

| Arbitro: | Schröder |

|                                             |           |  |
| Verhoek 52’ (aut.) Dæhli 56’ Bouhaddouz 62’ | Marcatori |  |

| Arbitro: | Zwayer |

|          |           |                              |
| Gaus 90’ | Marcatori | 49’ Bouhaddouz 69’ Buchtmann |

| Arbitro: | Sather |

|             |           |          |
| Sobiech 70’ | Marcatori | 37’ Žulj |

| Arbitro: | Günsch |

|           |           |                          |
| Gündüz 7’ | Marcatori | 23’, 86’ Thy 55’ Sobiech |

### Coppa di Germania
| Arbitro: | Thomsen |

|  |           |                                       |
|  | Marcatori | 16’ Hedenstad 61’ Gonther 88’ Ducksch |

| Arbitro: | Aytekin |

|  |           |                        |
|  | Marcatori | 42’ Weiser 54’ Stocker |

## Statistiche

### Statistiche di squadra
| Competizione      | Punti | In casa | In casa | In casa | In casa | In casa | In casa | In trasferta | In trasferta | In trasferta | In trasferta | In trasferta | In trasferta | Totale | Totale | Totale | Totale | Totale | Totale | DR |
| Competizione      | Punti | G       | V       | N       | P       | Gf      | Gs      | G            | V            | N            | P            | Gf           | Gs           | G      | V      | N      | P      | Gf     | Gs     | DR |
| ----------------- | ----- | ------- | ------- | ------- | ------- | ------- | ------- | ------------ | ------------ | ------------ | ------------ | ------------ | ------------ | ------ | ------ | ------ | ------ | ------ | ------ | -- |
| 2. Bundesliga     | 45    | 17      | 5       | 7       | 5       | 20      | 14      | 17           | 7            | 2            | 8            | 19           | 21           | 34     | 12     | 9      | 13     | 39     | 35     | +4 |
| Coppa di Germania | -     | 1       | 0       | 0       | 1       | 0       | 2       | 1            | 1            | 0            | 0            | 3            | 0            | 2      | 1      | 0      | 1      | 3      | 2      | +1 |
| Totale            | -     | 18      | 5       | 7       | 6       | 20      | 16      | 18           | 8            | 2            | 8            | 22           | 21           | 36     | 13     | 9      | 14     | 42     | 37     | +5 |

### Andamento in campionato
| Giornata  | 1  | 2  | 3  | 4  | 5  | 6  | 7  | 8  | 9  | 10 | 11 | 12 | 13 | 14 | 15 | 16 | 17 | 18 | 19 | 20 | 21 | 22 | 23 | 24 | 25 | 26 | 27 | 28 | 29 | 30 | 31 | 32 | 33 | 34 |
| --------- | -- | -- | -- | -- | -- | -- | -- | -- | -- | -- | -- | -- | -- | -- | -- | -- | -- | -- | -- | -- | -- | -- | -- | -- | -- | -- | -- | -- | -- | -- | -- | -- | -- | -- |
| Luogo     | T  | C  | T  | C  | T  | C  | T  | T  | C  | T  | C  | T  | C  | T  | C  | T  | C  | C  | T  | C  | T  | C  | T  | C  | C  | T  | C  | T  | C  | T  | C  | T  | C  | T  |
| Risultato | P  | P  | P  | V  | N  | N  | P  | P  | P  | P  | N  | P  | P  | P  | N  | V  | N  | P  | V  | V  | N  | V  | V  | P  | N  | P  | N  | V  | V  | V  | V  | V  | N  | V  |
| Posizione | 13 | 18 | 18 | 14 | 14 | 14 | 15 | 18 | 18 | 18 | 18 | 18 | 18 | 18 | 18 | 18 | 18 | 18 | 18 | 16 | 16 | 15 | 15 | 15 | 15 | 16 | 17 | 17 | 14 | 11 | 11 | 8  | 9  | 7  |

Legenda:

Luogo: C = Casa; T = Trasferta. Risultato: V = Vittoria; N = Pareggio; P = Sconfitta.

### Statistiche dei giocatori
| Giocatore     | 2. Bundesliga | 2. Bundesliga | 2. Bundesliga | 2. Bundesliga | Coppa di Germania | Coppa di Germania | Coppa di Germania | Coppa di Germania | Totale   | Totale | Totale      | Totale     |
| Giocatore     | Presenze      | Reti          | Ammonizioni   | Espulsioni    | Presenze          | Reti              | Ammonizioni       | Espulsioni        | Presenze | Reti   | Ammonizioni | Espulsioni |
| ------------- | ------------- | ------------- | ------------- | ------------- | ----------------- | ----------------- | ----------------- | ----------------- | -------- | ------ | ----------- | ---------- |
| S. Brodersen  | -             | -             | -             | -             | -                 | -                 | -                 | -                 | -        | -      | -           | -          |
| P. Heerwagen  | 20            | 0             | 0             | 0             | 1                 | 0                 | 0                 | 0                 | 21       | 0      | 0           | 0          |
| R. Himmelmann | 15            | 0             | 0             | 0             | 1                 | 0                 | 0                 | 0                 | 16       | 0      | 0           | 0          |
| C. Avevor     | 7             | 0             | 0             | 0             | 2                 | 0                 | 0                 | 0                 | 9        | 0      | 0           | 0          |
| D. Buballa    | 30            | 0             | 7             | 0             | 1                 | 0                 | 0                 | 0                 | 31       | 0      | 7           | 0          |
| S. Gonther    | 22            | 0             | 1             | 0             | 1                 | 1                 | 0                 | 0                 | 23       | 1      | 1           | 0          |
| M. Hornschuh  | 22            | 0             | 2             | 0             | 1                 | 0                 | 0                 | 0                 | 23       | 0      | 2           | 0          |
| J. Kalla      | 13            | 0             | 5             | 0             | -                 | -                 | -                 | -                 | 13       | 0      | 5           | 0          |
| J. Keller     | 5             | 0             | 1             | 0             | -                 | -                 | -                 | -                 | 5        | 0      | 1           | 0          |
| B. Koglin     | 2             | 0             | 0             | 0             | 1                 | 0                 | 0                 | 0                 | 3        | 0      | 0           | 0          |
| Y. Park       | 2             | 0             | 0             | 0             | -                 | -                 | -                 | -                 | 2        | 0      | 0           | 0          |
| L. Sobiech    | 29            | 4             | 6             | 0             | -                 | -                 | -                 | -                 | 29       | 4      | 6           | 0          |
| P. Ziereis    | 15            | 1             | 3             | 0             | 1                 | 0                 | 0                 | 0                 | 16       | 1      | 3           | 0          |
| C. Buchtmann  | 30            | 6             | 5             | 0             | 2                 | 0                 | 0                 | 0                 | 32       | 6      | 5           | 0          |
| K. Choi       | 16            | 1             | 2             | 0             | 2                 | 0                 | 0                 | 0                 | 18       | 1      | 2           | 0          |
| J. Dudziak    | 20            | 0             | 0             | 0             | 1                 | 0                 | 0                 | 0                 | 21       | 0      | 0           | 0          |
| J. Flum       | 11            | 0             | 1             | 0             | -                 | -                 | -                 | -                 | 11       | 0      | 1           | 0          |
| M. Litka      | 6             | 0             | 1             | 0             | 1                 | 0                 | 0                 | 0                 | 7        | 0      | 1           | 0          |
| M. Dæhli      | 13            | 2             | 1             | 0             | -                 | -                 | -                 | -                 | 13       | 2      | 1           | 0          |
| J. Münzner    | -             | -             | -             | -             | -                 | -                 | -                 | -                 | -        | -      | -           | -          |
| B. Nehrig     | 30            | 1             | 10            | 0             | 1                 | 0                 | 1                 | 0                 | 31       | 1      | 11          | 0          |
| R. Neudecker  | 8             | 0             | 3             | 0             | -                 | -                 | -                 | -                 | 8        | 0      | 3           | 0          |
| D. Rosin      | 3             | 0             | 0             | 0             | -                 | -                 | -                 | -                 | 3        | 0      | 0           | 0          |
| C. Şahin      | 27            | 4             | 10            | 0             | 2                 | 0                 | 1                 | 0                 | 29       | 4      | 11          | 0          |
| W. Sobota     | 31            | 1             | 3             | 0             | 2                 | 0                 | 1                 | 0                 | 33       | 1      | 4           | 0          |
| A. Bouhaddouz | 28            | 15            | 7             | 0             | 1                 | 0                 | 0                 | 0                 | 29       | 15     | 7           | 0          |
| N. Empen      | 2             | 0             | 0             | 0             | -                 | -                 | -                 | -                 | 2        | 0      | 0           | 0          |
| R. Miyaichi   | 17            | 0             | 0             | 0             | 2                 | 0                 | 0                 | 0                 | 19       | 0      | 0           | 0          |
| J. Schneider  | 3             | 0             | 0             | 0             | -                 | -                 | -                 | -                 | 3        | 0      | 0           | 0          |
| L. Thy        | 15            | 2             | 1             | 0             | -                 | -                 | -                 | -                 | 15       | 2      | 1           | 0          |
| C. Viet       | -             | -             | -             | -             | -                 | -                 | -                 | -                 | -        | -      | -           | -          |
| M. Ducksch    | 10            | 1             | 0             | 0             | 2                 | 1                 | 0                 | 0                 | 12       | 2      | 0           | 0          |
| V. Hedenstad  | 15            | 0             | 1             | 0             | 1                 | 1                 | 0                 | 0                 | 16       | 1      | 1           | 0          |
| F. Picault    | 6             | 0             | 0             | 0             | 2                 | 0                 | 1                 | 0                 | 8        | 0      | 1           | 0          |